# White Lyne
Der White Lyne ist ein Wasserlauf in Cumbria, England. Er entsteht nördlich des Sighty Crag. Er fließt zunächst in westlicher Richtung und wendet sich an der Mündung des The Gill in südlicher Richtung. Südlich des Weilers Kirkbeckstown wendet er sich erneut in westlicher Richtung und fließt so, bis er beim Zusammentreffen mit dem Black Lyne den River Lyne bildet.